# Campana (Korsika)
Campana ist eine kleine französische Gemeinde mit 22 Einwohnern (Stand 1. Januar 2022) im Département Haute-Corse auf der Insel Korsika. Sie gehört zum Arrondissement Corte und zum Kanton Castagniccia. Die Einwohner nennen sich Campanesi.

## Geographie
Die Gemeinde liegt im Regionalen Naturpark Korsika, in der Landschaft Castagniccia. Die Nachbargemeinden sind:
- Nocario im Norden und Osten,
- Piedicroce im Südosten,
- Pie-d’Orezza im Süden,
- San-Lorenzo im Westen und
- Saliceto im Nordwesten.

## Bevölkerungsentwicklung
| 1962 | 1968 | 1975 | 1982 | 1990 | 1999 | 2008 | 2013 |
| ---- | ---- | ---- | ---- | ---- | ---- | ---- | ---- |
| 73   | 50   | 33   | 20   | 36   | 24   | 23   | 18   |